# Dasyurus viverrinus
Dasyurus viverrinus е вид бозайник от семейство Торбести мишки (Dasyuridae). Видът е почти застрашен от изчезване.